# Дворек (Новодворський повіт)
Дворек (пол. Dworek) — село в Польщі, у гміні Стеґна Новодворського повіту Поморського воєводства.
Населення — 464 особи (2011).
У 1975-1998 роках село належало до Ельблонзького воєводства.

## Демографія
Демографічна структура станом на 31 березня 2011 року:
|          | Загалом | Допрацездатний вік | Працездатний вік | Постпрацездатний вік |
| -------- | ------- | ------------------ | ---------------- | -------------------- |
| Чоловіки | 227     | 41                 | 171              | 15                   |
| Жінки    | 237     | 35                 | 165              | 37                   |
| Разом    | 464     | 76                 | 336              | 52                   |